# José Vicente Train
José Vicente Train (Barcelona, 1931. december 19. –) Európa-bajnok spanyol válogatott labdarúgókapus.
A spanyol válogatott tagjaként részt vett az 1964-es Európa-bajnokságon.

## Sikerei, díjai
Real Madrid
- Spanyol bajnok (4): 1960–61, 1961–62, 1962–63, 1963–64
- Spanyol kupa (1): 1961–62
- Interkontinentális kupa (1): 1960

Egyéni
- Zamora-díj (3): 1960–61, 1962–63, 1963–64

Spanyolország
- Európa-bajnok (1): 1964